# 사춘기 상
《사춘기 상》은 상하로 나뉜 대한민국 남매듀오 그룹 악동뮤지션의 앨범이다. 사춘기 상(思春記 上)은 악동뮤지션의 첫 미니앨범(EP)이며 2016년 5월 4일 KT 뮤직을 통해 음원이 발매되었고, 5월 9일 앨범 판매를 시작했다. 사춘기 하(思春記 下)는 2017년 1월 3일에 발표되었다.

## 배경
2016년 3월 초에 악동뮤지션의 새로운 앨범을 들고 4월에 컴백할 예정이라 밝혔고 이후 일정이 미뤄져 2016년 5월 4일에 발표했다. 악동뮤지션의 앨범 이름인 사춘기(思春記)는 '생각에 봄이 오는 시기의 기록'이라는 뜻으로 다양한 이야기가 담긴 전집과 같은 앨범으로 책을 주요 오브제로 한다. 사춘기 상(思春記 上)의 첫번째 타이틀 곡 'RE-BYE'는 기존 악동뮤지션의 스타일과는 다른 음악이라는 말을 듣는 재즈팝곡이다. 이를 두고 악동뮤지션의 색깔이 변했다는 말이 있지만 'RE-BYE'는 K팝스타2에 출연할 당시 이하이의 무대를 보고 이찬혁이 작사작곡한 곡으로 악동뮤지션의 색깔이 변한 것이 아니며, 오히려 이번 앨범이 악동뮤지션의 색깔이라고 이찬혁은 전했으며 “다양한 음악과 끊임없는 발전이 악뮤의 색깔”이라는 반응을 보였다. 또한 사춘기 상편에서는 사춘기 또래의 얘기를 많이 썼으며 하편에서는 어른들이 보내는 사춘기에 대한 이야기를 다룰 예정이다.

## 발매
2016년 3월 초, 악동뮤지션의 4월 컴백 소식이 언론에 의해 알려졌지만 뒤로 미뤄졌으며 이후 4월 27일 "AKMU - '입주를 환영합니다’ ART FILM FOR 사춘기(思春記)上권" 이란 제목의 동영상이 공개되었다. 그 뒤로 차례로 4월 29일 "AKMU - ‘사람들이 움직이는 게' from 사춘기 상(思春記 上) TEASER"이 공개되었으며, 4월 30일 "AKMU - ‘사람들이 움직이는 게' from 사춘기 상(思春記 上) TEASER Vol.2"와 "AKMU - ‘RE-BYE' from 사춘기 상(思春記 上) TEASER"가 공개되었다. YG엔터테이먼트 관계자에 의해 5월 2일에 컴백하기 위해 앨범 준비에 박차를 가하고 있다는 공식일정을 발표했다. 하지만 악동뮤지션의 메인 보컬 이수현의 생일에 맞추어 이틀 미뤄진 2016년 5월 4일에 컴백했다.

## 수록곡
전체 작사·작곡: 이찬혁. 전체 편곡: Rovin (해당되지 않는 노래에는 별도 표기)
| #            | 제목                                        | 재생 시간 |
| ------------ | ------------------------------------------- | --------- |
| 1.           | 〈Re-Bye〉                                  | 3:09      |
| 2.           | 〈사람들이 움직이는 게〉                    | 3:22      |
| 3.           | 〈세삼스럽게 왜〉 (편곡: Denis Seo, 신승익) | 3:19      |
| 4.           | 〈초록창가〉 (편곡: 강욱진)                 | 3:20      |
| 5.           | 〈사소한 것에서〉                           | 4:17      |
| 6.           | 〈주변인〉                                  | 4:02      |
| 총 재생 시간 | 총 재생 시간                                | 21:29     |

## 차트
| 국가     | 발매일         | 포맷          | 레이블                   |
| -------- | -------------- | ------------- | ------------------------ |
| 세계     | 2016년 5월 4일 | 음악 다운로드 | YG 엔터테인먼트, KT 뮤직 |
| 대한민국 | 2016년 5월 9일 | CD            | YG 엔터테인먼트, KT 뮤직 |

### 뮤직 비디오
- 악동뮤지션(AKMU) - '사람들이 움직이는 게(HOW PEOPLE MOVE)' TEASER - 유튜브
- 악동뮤지션(AKMU) - '사람들이 움직이는 게(HOW PEOPLE MOVE)' TEASER Vol.2 - 유튜브
- 악동뮤지션(AKMU) - 'RE-BYE' from 사춘기 상(思春記 上) TEASER - 유튜브
- 악동뮤지션(AKMU) - RE-BYE M/V - 유튜브
- 악동뮤지션(AKMU) - 사람들이 움직이는 게(HOW PEOPLE MOVE) M/V - 유튜브